# NorNed

Posizione del collegamento

NorNed è il nome con il quale è designato un cavo elettrico sottomarino che connette le reti elettriche di Norvegia e Paesi Bassi.

## Descrizione
Si tratta di un cavo elettrico bipolare HVDC (High Voltage Direct Current - Alta Tensione in Corrente Continua) posato sui fondali del mare del Nord, ad una profondità massima di 410 metri, tra la città di Feda in Norvegia ed il porto di Eemshaven nei Paesi Bassi. La lunghezza di 580 km lo colloca come il più lungo cavo sottomarino al mondo (2008) per il trasporto di energia elettrica. Il peso complessivo dell'opera è di 45.000 tonnellate e consente un trasporto elettrico di 700 MW con potenze di picco di 1GW ma solo per periodi non superiori a 15 minuti. La tensione continua trasportata di 450KV consente un approvvigionamento annuo di 1TWh.

## Progetto
NorNed è un joint project tra l'operatore elettrico norvegese Statnett e quello olandese TenneT. I lavori, iniziati nell'autunno 2005 con costo di circa 550 milioni di euro ad opera della multinazionale ABB, hanno avuto inaugurazione ufficiale l'11 settembre 2008. I costi della realizzazione dovrebbero essere recuperati entro 15 anni, stimando il tempo di vita del cavo in almeno 50 anni.

## Aspetti energetici
Il progetto NorNed consente alla Norvegia di esportare elettricità "verde" in quanto prodotta quasi esclusivamente per via idroelettrica, mentre ai Paesi Bassi di differenziare il proprio mix di approvvigionamento energetico. Considerando che la disponibilità idroelettrica norvegese varia stagionalmete ed annualmente, il cavo consente inoltre di trasformare la Norvegia da esportatore ad importatore di elettricità dai Paesi Bassi.